# Gottfried Heinrich Gloger
Gottfried Heinrich Gloger (* 1710 in Hannover; † April 1779 in Verdal) war ein deutscher Orgelbauer.

## Leben
Er wurde als dritter Sohn des Orgelbauers Johann Heinrich Gloger geboren. Auch seine beiden älteren Brüder Johann Wilhelm Gloger (1702–1760) und Dietrich Christoph Gloger (zwischen 1704 und 1708–1773) erlernten das Orgelbauerhandwerk. Nach der Ausbildung bei seinem Vater arbeitete er bei den Schnitgerschülern Lambert Daniel Kastens und Christian Vater. 1738 zog er nach Norwegen und wurde zunächst Organist in Risør. 1746 erhielt er das königliche Privileg als Orgelbauer in Norwegen. Zu seiner Zeit galt er als der größte norwegische Orgelbauer. Gloger war viermal verheiratet (1745–1763 mit Pernille Nielsdatter Klastrup, 1770–1772 mit Christina Lund, 1773 mit Lucia Rasbech und von 1774 bis zu seinem Tode mit Ester Abel Parelius). Seine ersten drei Frauen waren jeweils verstorben.

## Werkliste
| Jahr | Ort          | Kirche                | Bild | Manuale | Register | Bemerkungen                                                                     |
| ---- | ------------ | --------------------- | ---- | ------- | -------- | ------------------------------------------------------------------------------- |
| 1743 | Risør        | Risør kirke           |      |         |          | Prospekt erhalten                                                               |
| 1747 | Kristiansand | Kristiansand Domkirke |      |         |          | nicht erhalten                                                                  |
| 1749 | Bergen       | Bergen Domkirke       |      |         |          | nicht erhalten                                                                  |
| 1765 | Kongsberg    | Kongsberg kirke       |      | III/P   | 34       | Seine größte Orgel, mit der er sich allerdings auch hoch verschuldete; erhalten |
| 1768 | Sem          | Sem kirke             |      |         |          | Prospekt erhalten                                                               |
| 1771 | Mære         | Mære kirke            |      |         |          | nicht erhalten                                                                  |
| 1776 | Stiklestad   | Stiklestad kirke      |      |         |          | Prospekt erhalten                                                               |

Dazu kommen noch mindestens zwei Erweiterungsbauten von Orgeln in Bergen (1738 und 1739).